# عبد العزيز صلاح
عبد العزيز صلاح صليبيخ (مواليد 3 نوفمبر 1998، لاعب كرة قدم إماراتي يجيد اللعب كحارس مرمى.

## مسيرة اللاعب
لعب في نادي الشارقة ونادي الجزيرة الحمراء ونادي فرسان هسبانيا.